# Matthäus Reiter
Matthäus Simon Reiter (* 27. Oktober 1750 in Salzburg; † 28. Mai 1828 in Ainring) war ein deutscher römisch-katholischer Geistlicher, Theologe und Schriftsteller.

## Leben
Reiter studierte von 1772 bis 1776 katholische Theologie an der Universität Salzburg. Seine Priesterweihe erfolgte am 10. Juni 1775 in Salzburg. Der Salzburger Fürsterzbischof Hieronymus von Colloredo soll ein Förderer des jungen Theologen gewesen sein. Er war Kaplan in Salzburg und dort zugleich Katechet am Ursulinenkloster. Bereits zu dieser Zeit war er in der Armenhilfe engagiert. Am 30. Dezember 1796 wurde ihm die Pfarrei Ainring übertragen. Nachdem 1816/1817 die Pfarrei an das Königreich Bayern und die Erzdiözese München-Freising gegangen war, wurde er sowohl zum königlichen als auch zum erzbischöflichen Geistlichen Rat ernannt.
Reiter engagierte sich in Zusammenarbeit mit Franz Michael Vierthaler um die Reform des Schulwesens, wobei ein Kern seiner Reformen die bessere Ausbildung der Lehrer darstellte. Auch ließ er sich das Honorar für seine Publikationen von den Verlegern nicht in Geld, sondern in Büchern auszahlen, die er an Schüler verteilen konnte. Sein Nachlass ging zu großem Teil an Schulen. Als 1816/1817 die Halleiner Schwestern vor dem Aus standen, besorgte er eine namhafte Unterstützung der Schwestern. In diesen Hungerjahren unterstützte er besonders auch Witwen, Waisen und mittellose Studierende.
Reiter stand in Austausch mit vielen Gelehrten seiner Zeit. Eine enge Freundschaft verband ihn mit dem Theologen Aegidius Jais, weiter stand er zum späteren Kardinal Melchior Diepenbrock, zum Regensburger Bischof Johann Michael Sailer, zum Schulreformer und Begründer der Theologisch-praktischen Monatschrift Franz Seraph Joseph Freindaller, zum Schweizer Politiker Johann Jakob Hess sowie zum Philosophen Friedrich Heinrich Jacobi in Kontakt. Er war Mitarbeiter der Oberdeutschen Allgemeinen Litteratur Zeitung.
Reiter gilt als bedeutender Vertreter der Katholischen Aufklärung.
Der Pfarrer-Reiter-Weg in Ainring ist nach ihm benannt.

## Werke (Auswahl)
- Katholisches Gebethbuch zur Beförderung des wahren Christenthums unter nachdenkenden und gutgesinnten Christen, Mayr, Salzbueg 1785 (17. Auflage 1830).
- Andachtsübungen für gemeine katholische Christen, 3. Auflage, Mayr, Salzburg 1815.
- Schutzgeist der Jugend. Ein Andachtsbuch für Jünglinge und Jungfrauen, Mayr, Salzburg 1812 (mehrere Auflagen bis 1884).
- Kreuzweg-Andacht nach den gewöhnlichen Stationen mit Gesängen, Mayr, Salzburg 1818 (8. Auflage 1866).
- Nachtrag biographischer und schriftstellerischer Notizen zu P. Aegyd. Jais’ Geist und Leben, Mayr, Salzburg 1828.